# 비아 페라타

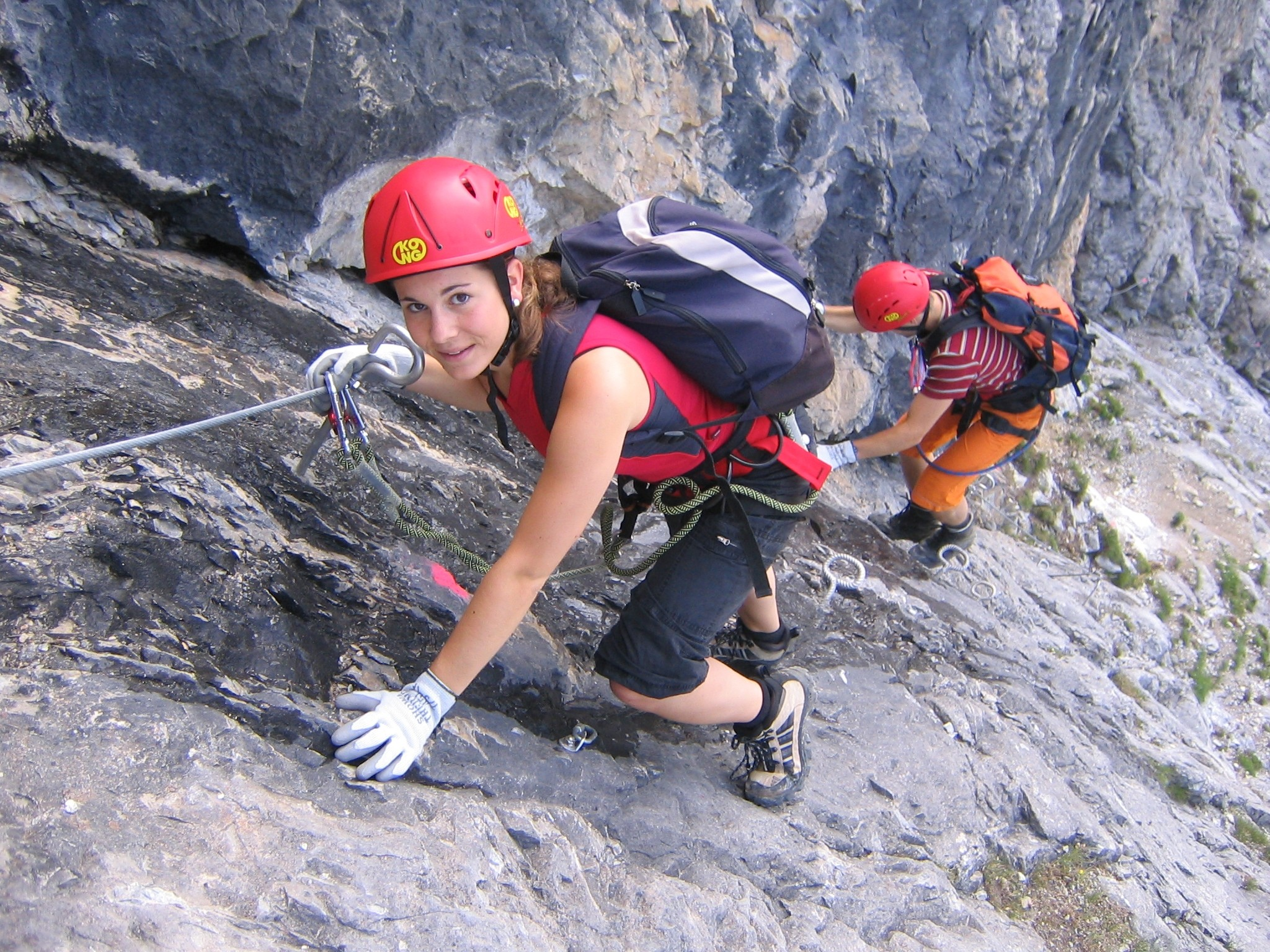

비아 페라타(이탈리아어: Via ferrata)는 등반의 일종이자 알프스와 기타 특정 지역에서 볼 수 있는 보호된 등반 루트이다.

## 같이 보기
- 카미니토 델 레이